# Albert Szirmai
Albert Szirmai (2. července 1880, Budapešť – 15. ledna 1967, New York) byl maďarský operetní skladatel. Vystudoval Hudební akademii (Zeneakadémia) v Budapešti společně s Emmerichem Kálmánem a Viktorem Jacobim, pod vedením Jánose Kösslera. Po jejím absolvování byl nejprve hudebním kritikem v časopisech Pester Lloyd a Polgár. V roce 1907 se stal dirigentem.

## Seznam Szirmaiho operet
- A sárga dominó (1907)
- Táncos huszárok (1909)
- A ferencvárosi angyal (1911)
- A mexikói lány (1912)
- A mozikirály (1913)
- Ezüst pille (1914)
- Mágnás Miska, (1916)
- Kék orgonák (1918)
- Gróf Rinaldo (1918)
- Mézeskalács, Medovník (1923)
- Alexandra (1924)
- Éva grófnő (1928)